# Brassens, le Mauvais Sujet repenti
Brassens, le mauvais sujet repenti est un récit biographique de Victor Laville et Christian Mars sur le chanteur et interprète Georges Brassens.

## Introduction
Victor Laville est un ami d'enfance de Brassens. Ils ont fait connaissance au collège de Sète en 1935 et dès lors, seront toujours très proches. Au début de l'année 1952, alors que Brassens connaît les pires difficultés pour se faire reconnaître, Victor Laville le mène à une audition capitale pour lui dans le cabaret montmartrois de Patachou. Les deux auteurs, Victor Laville a travaillé longtemps à Paris Match et Christian Mars est l'auteur de plusieurs livres, surtout dans le domaine de la chanson et de la danse.

## Présentation et synthèse
Ce titre Le Mauvais Sujet repenti, outre la référence au titre d'une de ses chansons, montre l'évolution du chanteur, même s'il a toujours gardé cette étiquette de mauvais garçon de la chanson française. Le rebelle solitaire et anarchiste a évolué vers le poète et le pacifiste sans jamais se renier.
Réunissant des souvenirs et des témoignages souvent inédits, les auteurs nous montrent un Brassens qu'on ne connaît pas forcément, des facettes du personnage qui ne collent pas forcément avec son image, son rapport ambivalent au divin, son goût du macabre ou son obsession de la mort.
D'autres anecdotes touchent surtout sa vie privée comme 'l'affaire des bijoux' qui va le conduire à Paris chez sa tante puis chez l'une de ses amies, Jeanne ou ses rapports avec Patachou. 
Après celle de l'ami René Fallet, ce livre est complété par une 'visite guidée' de son répertoire. 